# Bogusław Skawina
Bogusław Skawina (ur. 28 lipca 1948 w Wadowicach, zm. 9 czerwca 2021 w Opolu) – polski trębacz i skrzypek jazzowy. Ceniony w środowisku muzycznym jako multiinstrumentalista.

## Życiorys
Urodził się w Wadowicach, ale dzieciństwo i lata młodzieńcze spędził w Bielsku-Białej. Tu uczęszczał do Państwowej Podstawowej Szkoły Muzycznej ucząc się gry na skrzypcach. W bielskim Liceum Muzycznym zmienia instrument na trąbkę, zaczyna interesować się muzyką jazzową i gra z kolegami z tej samej klasy w Kwartecie Andrzeja Zubka (fortepian), z którym obok Bronisława Suchanka (kontrabas) i Kazimierza Jonkisza (perkusja) debiutuje w marcu 1967 roku na festiwalu Jazz nad Odrą we Wrocławiu. Zespół otrzymał wyróżnienie w kategorii zespołów nowoczesnych. W tym samym roku muzyk zdaje maturę i wraz z kolegami z Kwartetu dostaje się na studia do Państwowej Wyższej Szkoły Muzycznej w Katowicach. W październiku 1967 roku grupa zmienia nazwę na Silesian Jazz Quartet i poszerza swój skład o flecistę i saksofonistę Jerzego Jarosika. W 1968 roku dziekan Zbigniew Kalemba otwiera Studium Muzyki Rozrywkowej (w 1969 przekształcone w pierwszy w kraju, samodzielny Wydział Muzyki Rozrywkowej) i zaprasza formację do współpracy, dzięki czemu staje się ona jego podwaliną. Muzyk grał też w katowickim Big Bandzie Polskiego Radia i Telewizji pod dyr. Ireneusza Wikarka. W tym samym roku, będąc na II roku studiów, trębacz przenosi się do Państwowej Wyższej Szkoły Muzycznej w Gdańsku, gdzie szybko nawiązuje kontakty ze środowiskiem jazzowym Trójmiasta i występuje, a także nagrywa m.in. z zespołem Rama 111. W marcu 1970 roku na festiwalu Jazz nad Odrą wraz Kwartetem Jerzego Lisewskiego (pianino), z którym obok Helmuta Nadolskiego (kontrabas) i Stanisława Grabowskiego (perkusja) zajął I miejsce w kategorii zespołów nowoczesnych, a on sam otrzymuje główną nagrodę jako instrumentalista. Po ukończeniu studiów przenosi się do Warszawy i nawiązuje stałą współpracę ze Studiem Jazzowym pod dyr. Jana „Ptaszyna” Wróblewskiego oraz zostaje etatowym muzykiem i solistą Orkiestry Polskiego Radia i Telewizji Studio S-1 pod dyr. Andrzeja Trzaskowskiego. W 1978 roku wyjeżdża po raz pierwszy na kontrakt zagraniczny do RFN. Wyjazdy te kontynuuje corocznie, aż do wybuchu stanu wojennego w 1981 roku, po czym decyduje się na pozostanie w Niemczech na stałe i na zamieszkanie w Monachium, gdzie grał m.in. w Big Bandzie pod dyr. Franka St. Petera.
Wkrótce zakłada tam własny zespół muzyczny w którym gra na trąbce, ale też na skrzypcach i z którym przemierza kraje Europy i Azji. Oprócz muzyki jazzowej z epoki swingu wykonuje on ogólnie rozumianą muzykę rozrywkową. W ostatnich latach życia, trębacza można było usłyszeć na Sopot Molo Jazz Festival 2015 w duecie z Włodzimierzem Nahornym oraz dwukrotnie na Bielskiej Zadymce Jazzowej, gdzie wystąpił w 2012 i 2018 w reaktywowanym, oryginalnym składzie Kwartetu Andrzeja Zubka. W marcu 2021 roku powrócił na stałe do kraju. Osiedlił się w Opolu, rodzinnym mieście swojej żony Danuty. Miał bogate plany artystyczne, lecz zmarł nagle w wieku 72 lat.